# Марк (Арденны)
Марк (фр. Marcq) — коммуна во Франции, находится в регионе Шампань — Арденны. Департамент коммуны — Арденны. Входит в состав кантона Гранпре. Округ коммуны — Вузье.
Код INSEE коммуны — 08274.
Коммуна расположена приблизительно в 195 км к востоку от Парижа, в 60 км северо-восточнее Шалон-ан-Шампани, в 55 км к югу от Шарлевиль-Мезьера.

## Население
Население коммуны на 2008 год составляло 112 человек.
| 1962 | 1968 | 1975 | 1982 | 1990 | 1999 | 2008 |
| ---- | ---- | ---- | ---- | ---- | ---- | ---- |
| 163  | 201  | 152  | 119  | 116  | 103  | 112  |

## Экономика
В 2007 году среди 49 человек в трудоспособном возрасте (15—64 лет) 26 были экономически активными, 23 — неактивными (показатель активности — 53,1 %, в 1999 году было 53,7 %). Из 26 активных работали 23 человека (16 мужчин и 7 женщин), безработных было 3 (1 мужчина и 2 женщины). Среди 23 неактивных 5 человек были учениками или студентами, 9 — пенсионерами, 9 были неактивными по другим причинам.

## Достопримечательности
- Мэрия (1850 год).
- Церковь Сен-Жак-э-Филип (XVIII век).
- Замок «Мерсье» (1760 год). Исторический памятник с 2002 года.[8]
- Замок «Дерюэ» (XVII век).

## Фотогалерея

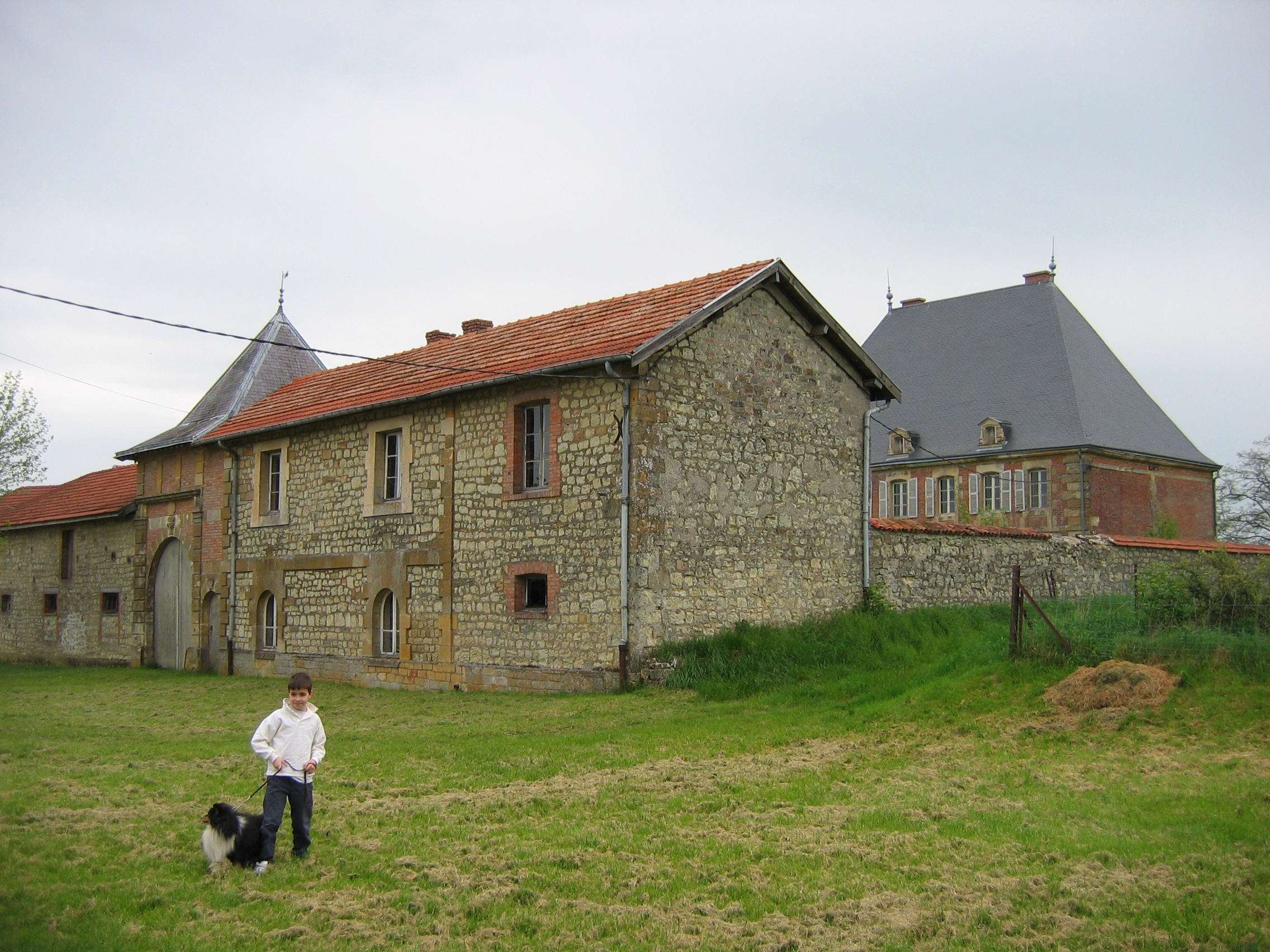
Замок «Мерсье»
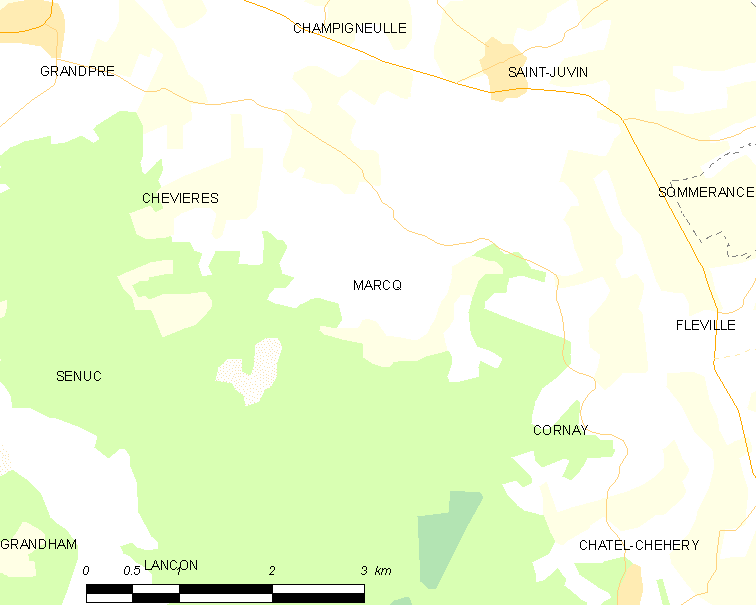
Карта коммуны